# Lincoln (contea di Alcona)
Lincoln è un villaggio degli Stati Uniti d'America, situato nello stato del Michigan, nella contea di Alcona.